# Estuário
Estuário é um ambiente aquático de transição entre um rio e o mar, que sofre a influência das marés e apresenta fortes gradientes de temperatura, salinidade, turbidez, concentração de gases e pH.
Estuários são comumente relacionados à foz de rios, e desta forma deltas fluviais podem ser considerados como estuários pelo menos na região onde a mistura de águas marinha e fluvial é regularmente observada. Esse entendimento é comumente aplicado por profissionais que lidam com aspectos biológicos e ecológicos da zona costeira. No entanto, existe um aspecto conceitual relacionado às geociências que torna deltas, e até mesmo o baixo curso de vários rios próximo à costa, inelegíveis à condição de estuário: a invasão do mar, ou um processo local de inundando das áreas topograficamente deprimidas na zona costeira. A premissa de que deve existir um processo de invasão marinha impõe que estuários sejam reentrâncias costeiras afogadas pelo mar, e não uma feição de progradação (quando a linha de costa avança sobre o mar), como ocorre com os deltas. Os estuários são assim áreas de acumulação de sedimentos fluivias e marinhos, e que deixam de existir quando são entulhados por sedimentos, momento quando os rios passam a transportar sedimentos diretamente até a costa . 
O aporte de nutrientes continentais e a existência de gradientes fisico-químicos ao longo do seu eixo, faz com que estuários tenham enorme diversificação de habitas, e nichos ecológicos, tornando-os áreas de extraordinária produtividade e diversidade biológica. Por outro lado, por serem historicamente locais favoraveis à ocupação humana e mais recentemente intensa urbanização, vários estuários sofrem com elevado aporte de efluentes urbanos, os quais causam eutrofização e perda de qualidade ambiental, cmo é o caso da Baía de Guanabara . 

(Esquerda) Mapa com elevação do terreno e localização dos principais rios brasileiros. (Direita) Distribuição da taxa média de precipitação (em cores), e localização dos principais estuários (>40 km^{2}) com suas bacias de drenagem. Estuarios de numero 2 a 13 na costa do Pará não são individualizados dado a pequena distância entre eles.

Os mais importantes estuários na costa norte e sul americanas tem o nome de baías, dado suas amplas dimensões. Cita-se nos Estados Unidos a Baía de Chesapeake e a Baía de Delaware na costa leste, e a Baía de San Francisco e o Estreito de Puget na costa oeste. No Brasil existem 45 grandes estuarios, como a Baía de Guanabara, Baía de Paranaguá e Baía de Todos os Santos, com área variando entre 40 km² e 10.000 km², como é o caso da Laga dos Patos.   

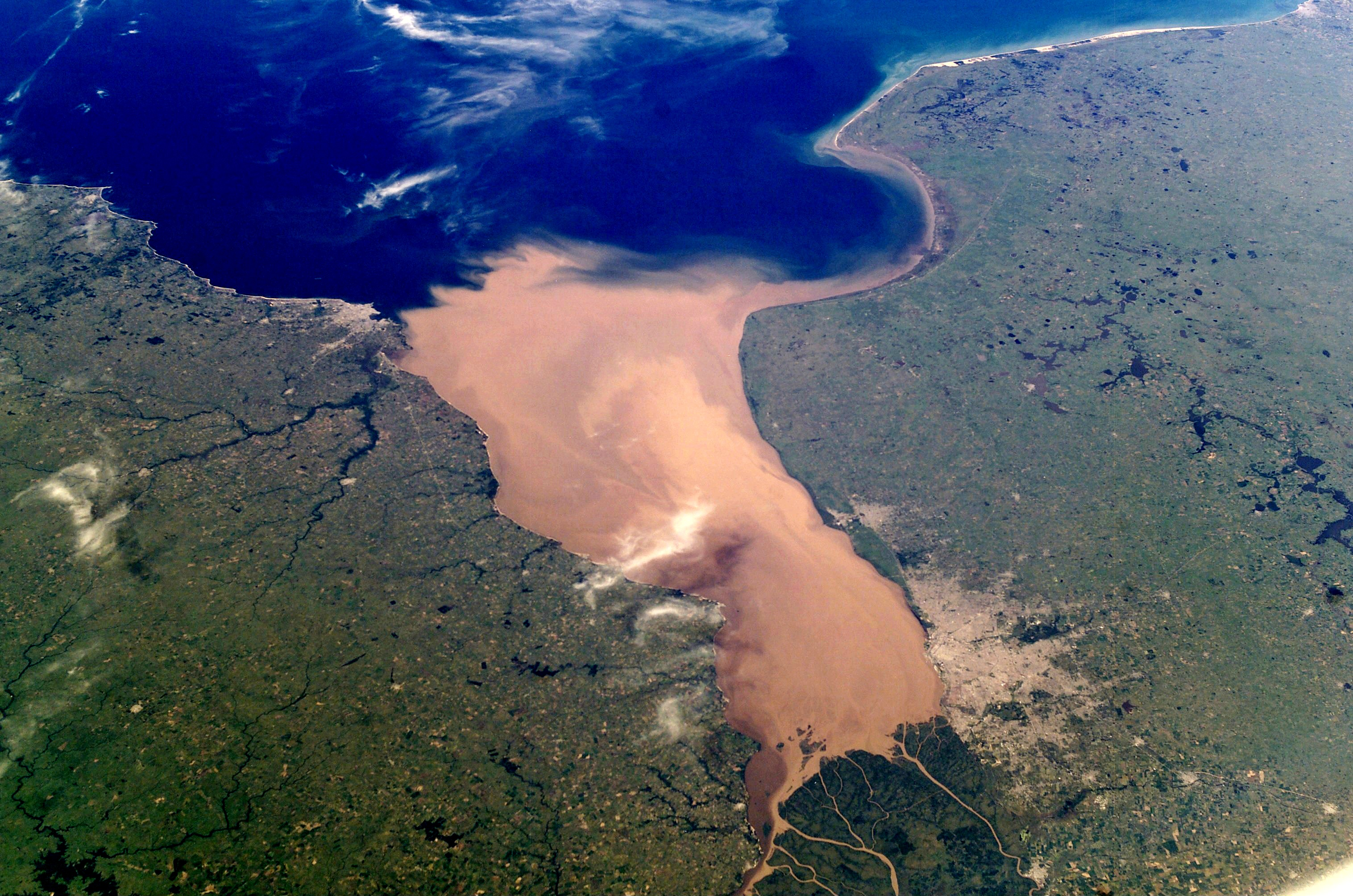
Exemplo de Estuário: Rio da Prata.

## Classificação
Os estuários são classificados em quatro tipos, dependendo de suas origens:
- Desembocaduras de rios afogadas, ou Estuários de planicies costeiras: são comuns em costas afogadas em todo mundo, particularmente ao longo da costa atlântica dos Estados Unidos e costa paraense no norte do Brasil. Nestes locais o nível médio do mar nunca interrompeu sua tendência de subida desde o último glacial (por questões tectônicas e isostáticas locais especificas da região). São exemplos deste tipo de estuário o rio Sena (na França), rio Tâmisa (na Inglaterra), rio Pungué (em Moçambique) e rios Turiaçu e Gurupi no Pará (Brasil).
- Fiordes: são vales profundos, em forma de U, de origem glacial, esculpidos pela erosão das geleiras. Podem alcançar centenas de metros de profundidade,  mas tipicamente apresentam uma soleira rasa (denominada por morena ou moraina) formada por depósitos glaciais terminais. Em fiordes com soleiras rasas ocorre uma pequena mistura vertical abaixo da profundidade da soleira, e as águas de fundo podem ficar estagnadas. Em fiordes com soleiras mais profundas, as águas de fundo misturam-se. Fiordes são comuns em regiões que sofreram glaciação, como na Noruega, Groenlândia, Nova Zelândia, Alasca, Chile e Canadá ocidental.
- Estuários com barra arenosa: são estuários de planicie costeira localizados em costas com forte deriva litorânea de sedimentos. A descarga de água do estuário não é forte o suficiente para remover o volume de areia depositado na sua foz pela deriva litorênea, gerando uma esporão arenoso que obstrui parcialmente a foz.
- Lagunas costeiras e complexos de canais de maré:  uma classe de estuários cuja gênese esta relacionada à construção de uma barreira arenosa à frente de uma depressão longitudinal à linha costa. Sua morfologia não espelha um vale fluvial afogado, apesar de poderem apresentar rios e desenvolvimento de pequenos deltas fluviais no seu interior. O eixo principal destes estuários é longitudinal, e não transversal, à costa e sua profundidade costuma ser restrita a poucos metros. Uma importante característica das lagunas, mas não dos complexos de canais de maré, é a influência da maré limitada à uma pequena extensão próxima à embocadura, onde o fluxo de água é canalizado. A importância da maré se perde com a expansão da laguna propriamente dita, onde o vento e ondas de superfície locais passam a ser os principais agentes motores da circulação interna e transporte de sedimentos. A Lagoa de Araruama (Brasil), Lagoa dos Patos (Brasil),   são exemplos de lagunas, enquanto o Mar de Cananéia e o estuário de Santos (Figura 4.3) são representativos de complexos de canais de maré. As águas em estuários com barras são principalmente misturadas pelo vento. Albemarle e os Pamlico Sounds na Carolina do Norte e a Baía Chinconteage em Maryland são estuários com barra.
- Tectônico: são reentrâncias costeiras associadas a falhas geológicas. Apresentam contorno bastante irregular, com profundidades variando de poucos metros a dezenas de metros. Os vários rios que normlamente desaguam no seu interior chegam a construir deltas internos. Os gradnes estuários brasileiros [6] são classificados como estuários tectônicos pois estão encaixados em depressões relacionadas a falhas geológicas (grábens).

## A Circulação de Água em Estuários
A maré é o principal motor das correntes em estuários. A onda de maré, ao passar à frente do estuário,  gera uma inclinação da superfície da água, forçando o escoamento da água em direção ao continente na fase de subida da maré (gerando correntes de maré enchente), e para fora do estuário na fase de descida da maré (correntes de maré vazante). Este fluxo é unidirecional na coluna d'água, ou seja, o escoamento direciona-se para dentro e para fora do estuário em todas as profundidades em um dado instante.
Como uma região de encontro entre a água doce a salgada, o estuário tem como característica a variação da densidade da água ao longo do seu eixo. Como a massa d’água dentro do estuário é menos densa, sua presença lado a lado com a massa d’água oceânica gera uma instabilidade gravitacional, que para ser cancelada requer a superposição dessas duas massas d’água. Para que isso ocorra, fluxos em direções contrárias precisam ser estabelecidos, com o deslocamento da massa d’água oceânica para dentro do estuário em um nível inferior, e deslocamento da massa d’água estuarina para fora em um nível superior. Essa estrutura de circulação estratificada da água é chamada de circulação estuarina, e dado que sua força motriz é a gravidade, ela é também conhecida por circulação gravitacional. A circulação gravitacional costuma ser 1 ordem de grandeza mais lenta que as velocidades forçadas pela maré, apresentando porém menor variabilidade temporal. Este padrão de circulação é fundamental para que processos de troca sejam efetivamente estabelecidos entre o estuário e o oceano, permitindo a renovação das águas estuarinas.  

## Padrões de Circulação e Mistura em Estuários
De acordo com Tom Garrison os estuários são caracterizados por seus padrões de circulação. Os padrões de circulação mais comuns são observados em estuários de cunha salina, que se formam onde o fluxo rápido de um grande rio penetra no oceano, em área onde o alcance da maré é baixa ou de um fluxo fluvial forte e volta em direção à terra como as subidas de maré ou quando o fluxo do rio diminui. Alguma água marinha da cunha une-se ao fluxo de água de água doce rumo ao mar no limite superior abruptamente inclinado da cunha, e nova água marinha proveniente do oceano podem penetrar no estuário. Os exemplos de estuários de cunha salina são as desembocaduras dos rios Mississippi e Hudson. Um padrão diferente ocorre onde o rio flui mais lentamente e o alcance da maré é de moderado e alto. Os estuários mais profundos são expostos as condições de maré semelhantes, mas com o grade fluxo fluvial tornasse estuário parcialmente misturado compartilhado algumas propriedades de cunha salina e de estuário bem misturado o influxo de água marinha abaixo de uma camada superficial de água doce flui para o mar e a mistura ocorre ao longo da ligação. Os estuários fiorde forma-se onde as geleiras escavam vales íngremes na forma de U com nível do mar baixo os estuários fiorde tem pequenas áreas superficiais, alta entrada fluvial e pouca mistura de maré. Estuários bem misturados contem misturas diferentes de água doce e salgada ao longo da maior parte da sua extensão.   